# Kulcsszósűrűség
A kulcsszósűrűség egy százalékos formában kifejezett arány, amely azt mutatja meg, hogy egy szó vagy kifejezés milyen gyakorisággal jelenik meg egy szövegben a benne lévő szavak teljes számához képest. Kiszámítása a következő formula szerint történik: (kulcsszavak száma)/(összes szavak száma)*100. Tehát ha például egy 500 szavas szövegben egy adott kulcsszó vagy kifejezés 5 alkalommal jelenik meg, akkor 5/500*100=1% a kulcsszósűrűség. A fogalom elsősorban a keresőoptimalizálás és a szövegbányászat területén bír relevanciával.